# Trochalus kabindanus
Trochalus kabindanus är en skalbaggsart som beskrevs av Moser 1916. Trochalus kabindanus ingår i släktet Trochalus och familjen Melolonthidae. Inga underarter finns listade i Catalogue of Life.